# Filoteusz (biskup riazański)
Filoteusz, imię świeckie nieznane (zm. po 1569) – rosyjski biskup prawosławny.

## Życiorys
Przed przyjęciem chirotonii biskupiej był przełożonym Monasteru Simonowskiego z godnością archimandryty. O jego wyświęceniu na biskupa riazańskiego w 1563 zadecydował Iwan Groźny.
W 1564 pozostawał w Riazaniu oblężonym przez wojska Dewleta Gireja, chana krymskiego. Obroną miasta dowodził Aleksiej Basmanow z synem Fiodorem. W roku następnym biskup Filoteusz znalazł się w delegacji udającej się do Iwana Groźnego przebywającego w Aleksandrowskiej Słobodzie z prośbą o powrót do stolicy i czynnego sprawowania władzy.
Filoteusz brał udział w soborze Rosyjskiego Kościoła Prawosławnego w 1568, który potępił metropolitę moskiewskiego Filipa II za przeciwstawianie się polityce Iwana Groźnego. Biskup riazański bronił metropolity i został z tego powodu pozbawiony katedry. Data i okoliczności jego śmierci i pogrzebu nie są znane.